# Mechanicy Shanty
Mechanicy Shanty – polski zespół szantowy założony w 1985 roku na Harcerskich Warsztatach Kultury Marynistycznej w Gdyni.

## Skład
- Henryk Czekała „Szkot” – wokal, teksty
- Jacek Ledworowski „Fiskalny” – gitara basowa, wokal
- Michał Karczewski „Misiek” – banjo, wokal
- Andrzej Bernat „Bebik” – akordeon, harmonijka, wokal
- Piotr Ruszkowski „Picek” – mandolina, gitara, gitara dobro, banjo, wokal
- Maciej Łuczak – gitara, wokal

## Dyskografia
- Mechanicy Shanty (LP, MC)
- Zapach lądu (MC)
- Live’97  – 1997 (MC, CD)
- W granicach folku – 1999 (MC, CD)